# Sennedjem

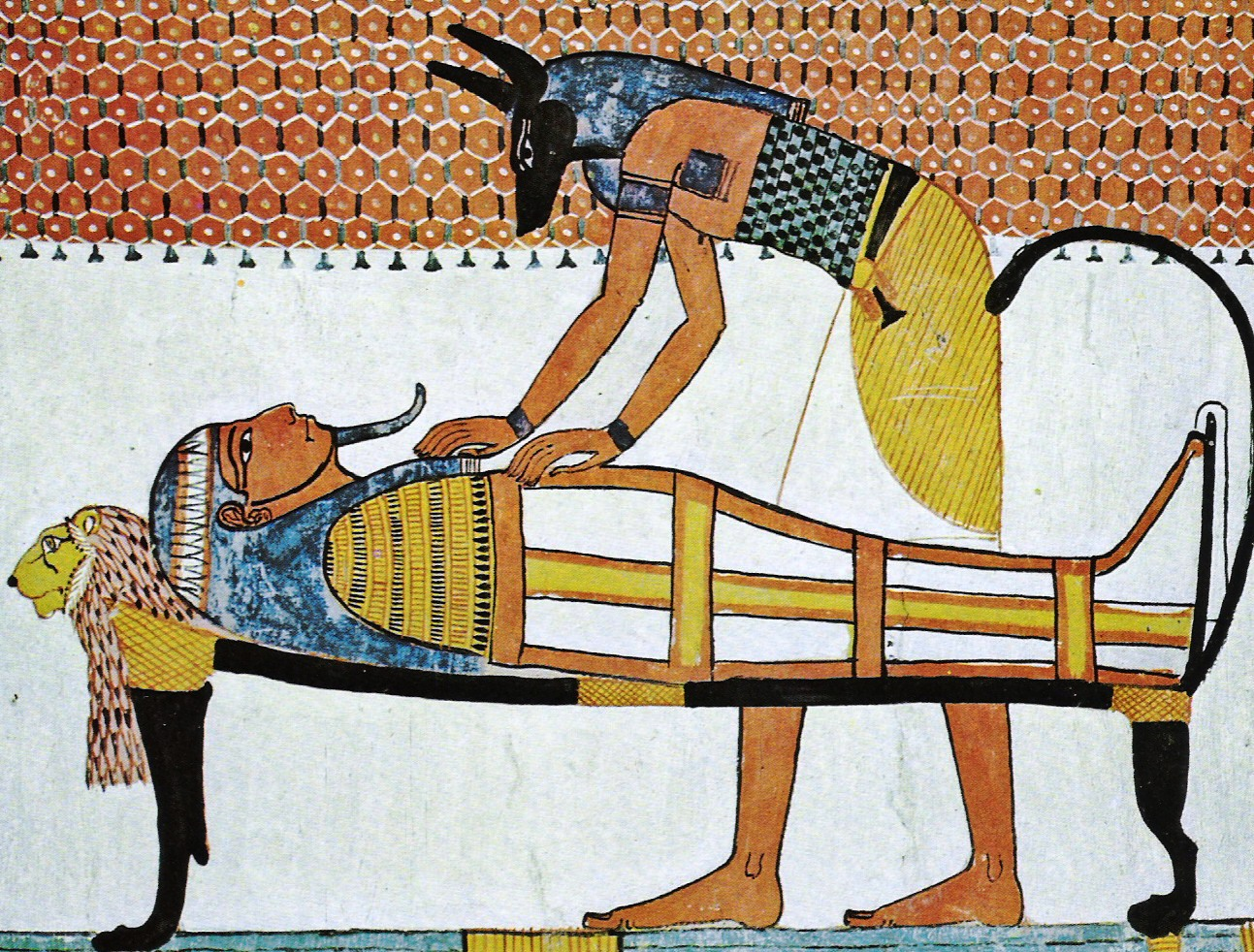
Anubis über einer Mumie im Grab des Sennedjem

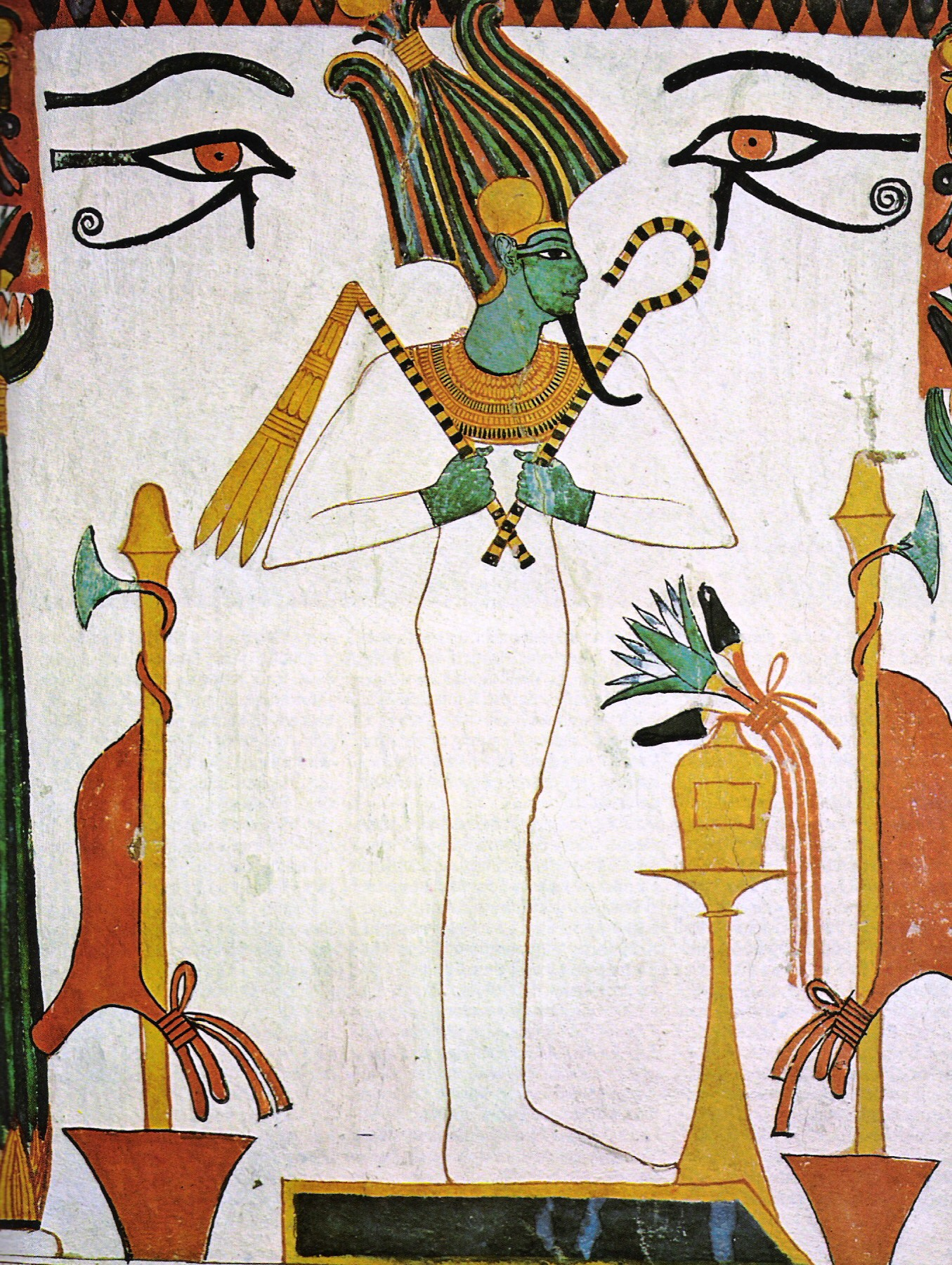
Osiris im Grab des Sennedjem

Sennedjem war ein altägyptischer Künstler und Baumeister in der 19. Dynastie unter den Königen Sethos I. und Ramses II. Er arbeitete an den Gräbern in den Nekropolen von Theben-West und schuf dabei auch eine Grabstätte für sich und seine Familie.
Diese Grabstätte (TT1) wurde im Jahr 1886 in Deir el-Medina entdeckt. Sie zählt zu den wenigen unversehrten Gräbern, denn sie war bei der Auffindung noch versiegelt und ist mit zahlreichen Malereien ausgestattet. Die in der Grabkammer dargestellten Szenen geben aufschlussreiche Informationen über die altägyptische Mythologie, wie beispielsweise über den Glauben der alten Ägypter an ein Leben nach dem Tod.
Über die Bilder und hieroglyphischen Inschriften ist zu erfahren, dass Sennedjems Vater „Chabechnet“ hieß und er mit „Iineferti“ verheiratet war, mit der er zehn Kinder hatte. Die vier Söhne und sechs Töchter sind ebenfalls namentlich belegt: Chabechener, Bunachtef, Rahotep, Chonsu, Irunefer, Taasch-sen, Hetepu, Ramessu, Anhotep und Ranehu.
Ein Nachbau der Grabkammer befindet sich im Museum für Kommunikation Nürnberg.